# Acrocera chiiensis
Acrocera chiiensis är en tvåvingeart som beskrevs av Ouchi 1942. Acrocera chiiensis ingår i släktet Acrocera och familjen kulflugor. Inga underarter finns listade i Catalogue of Life.